# Chiếc bàn Kiên Định

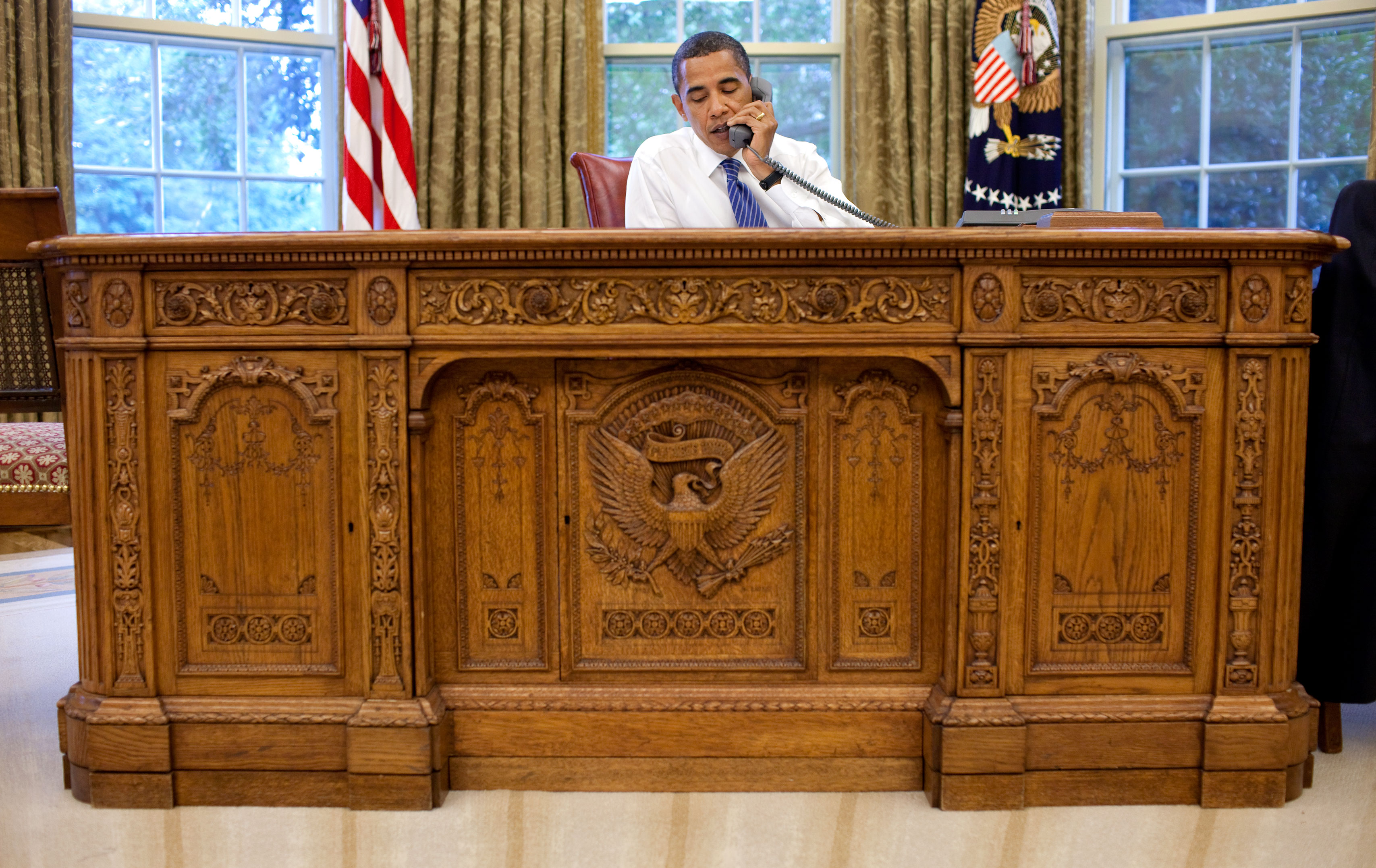
Obama và chiếc bàn Kiên Định

Chiếc bàn Kiên Định (tiếng Anh: Resolute desk) là một chiếc bàn lớn bằng gỗ có từ thế kỷ XIX, thuộc danh sách những chiếc bàn làm việc chính thức được đặt trong phòng Bầu dục của Nhà Trắng. Đây là chiếc bàn được làm từ gỗ của tàu thăm dò Anh HMS Resolute, trở thành món quà của Nữ hoàng Anh Victoria tặng cho Tổng thống Hoa Kỳ Rutherford B. Hayes vào năm 1880. Franklin Roosevelt yêu cầu bổ sung thêm một cánh cửa với con dấu của Tổng thống để che phần nẹp chân của bàn.
Kể từ Tổng thống Hayes, nhiều tổng thống sau đó đã sử dụng chiếc bàn này tại các địa điểm khác nhau ở Nhà Trắng, nhưng sau đó vào năm 1961, bà Jackie Kennedy mới mang nó vào trong phòng Bầu Dục cho chồng là Tổng thống John F. Kennedy. Sau vụ ám sát Tổng thống Kennedy vào năm 1963, Tổng thống Johnson cho phép mang chiếc bàn này ra khỏi Nhà Trắng để đến trưng bày tại một cuộc triển lãm du lịch cùng Thư viện Tổng thống Kennedy, sau đó là trưng bày tại Viện Smithsonian. Cuối cùng, Tổng thống Jimmy Carter đưa bàn trở lại phòng Bầu Dục. Những người sử dụng chiếc bàn Kiên Định về sau còn có Ronald Reagan, Bill Clinton, George W. Bush và Barack Obama.